# Decetia tinctaria
Decetia tinctaria är en fjärilsart som beskrevs av Walker 1862. Decetia tinctaria ingår i släktet Decetia och familjen Uraniidae. Inga underarter finns listade i Catalogue of Life.